# Tosefta
Ne doit pas être confondu avec Tossafot.
La Tossefta est une compilation de la loi orale, contemporaine à la Mishna, dont elle ne se veut que supplément ou annotation (hébreu : lehosif, « ajouter », et dans un second sens, « annoter»). Elle a donc été écrite aux alentours de 200 de l'ère courante. 
C'est une œuvre à visée essentiellement halakhique, dont la structure est quasiment identique à celle de la Mishna, avec une subdivision en ordres (sedarim) et traités (massekhtot) . Elle est écrite pour une bonne partie en hébreu mishnaïque, avec quelques traces de judéo-araméen. 
Le texte de la majeure partie de la Tossefta suit de près les verbatim de la Mishna, n'y apportant que de subtiles retouches. La Tossefta donne le nom d'auteurs de lois que la Mishna n'a pas retenus. 

Elle contredit parfois la Mishna sur la façon dont la Halakha a été tranchée, ou quant à l'attribution de telle loi à tel auteur.

La Tossefta telle que nous la possédons aujourd'hui est donc un commentaire de ce qui n'a pas été cité par la Mishna. Elle contient des aggadot et midrashim supplémentaires.
La Tossefta a été rédigée par Rabbi Hiyya et Rabbi Ochaya, de leur propre initiative, alors que la Mishna était une œuvre collective, dont Rabbi Yéhouda HaNassi ne fut « que» le compilateur, après consultation des membres de sa yeshiva. Le judaïsme rabbinique estime donc que la Mishna a préséance sur la Tossefta en matière de Halakha.
Les Amoraïm l'employaient dans leur étude de la Mishna à titre de comparatif, tout en la considérant d'une valeur halakhique moindre que la Mishna. Elle n'est donc pas incluse (à part quelques citations) dans la Guemara du Talmud de Babylone (par exemple Shabbat 55a).
La majeure partie de la Tossefta est considérée comme ayant été écrite peu après la Mishna. Cependant, des érudits issus du judaïsme non-orthodoxe estiment que certaines parties pourraient avoir précédé la Mishna.